# Protosteira
Protosteira là một chi bướm đêm thuộc họ Geometridae.